# Avril 1937

## Événements
- 1er avril[1] : la Birmanie est séparée de l’Empire britannique des Indes et obtient une autonomie partielle.
- 2 avril : premier bombardement de terreur effectué sur la ville de Guernica en Espagne par des appareils allemands Stuka.
- 6 - 9 avril : un Mitsubishi Ki-15 nommé Kamikaze et piloté par Maasaki Iinuma établit un nouveau record entre le Japon et l'Angleterre homologué par la FAI en parcourant les 15 356 km en 51 h 17 min.
- 10 avril : création de la compagnie aérienne Trans-Canada Air Lines qui deviendra Air Canada.
- 12 avril, aéronautique : Franck Whittle fait pour la première fois tourner une turbine à gaz.
- 13 avril : lancement de l’Ark Royal, premier porte-avions de la marine de guerre britannique.
- 14 avril : Naissance de Michael J. Roads, écrivain australien.
- 19 avril : décret transformant la Phalange espagnole en parti unique dans la zone nationale, la Falange Española Tradicionalista y de las Juntas de Ofensiva Nacional Sindicalista, dont Franco est le président.
- 19 avril au 25 mai : pour la première fois, une lettre boucle un tour du monde en avion en empruntant des services réguliers.
- 21 avril : la Pan American prolonge sa ligne San Francisco - Manille (Philippines) jusqu'à Saigon.
- 24 avril : le roi des Belges Léopold III annonce le retour de son pays à une stricte neutralité.
- 25 avril au 5 mai : liaison Londres - Le Cap en avion, par un équipage britannique en 10 jours, 9 heures et 30 minutes. Le voyage retour est bouclé en seulement 4 jours et 20 minutes.
- 26 avril : 
  - Entrée du royaume d'Égypte à la SDN.
  - Espagne : bombardement de Guernica au Pays basque espagnol par l’aviation allemande de la légion Condor : 1 500 morts. Commencé à 16h40 le bombardement durera trois heures et détruira entièrement la ville. Ce drame inspira à Pablo Picasso un de ses plus célèbres tableaux.
  - René Iché sculpte Guernica le jour même du drame et refuse de l'exposer même en galerie.
- 28 avril : première liaison commerciale régulière transpacifique pour la Pan American qui relie San Francisco et Hong Kong.
- 30 avril : le cuirassé nationaliste espagnol España est coulé après avoir heurté une mine marine.

## Naissances
- 1er avril : Yilmaz Guney, réalisateur, scénariste, metteur en scène, acteur et écrivain turc d'origine kurde († 9 septembre 1984).
- 5 avril : 
  - Colin Powell, homme politique américain († 18 octobre 2021).
  - Maryanne Trump Barry, juge américaine († 13 novembre 2023).
- 12 avril : Igor Volk, cosmonaute ukrainien († 3 janvier 2017).
- 14 avril : Guy Bagnard, évêque catholique français, évêque de Belley-Ars.
- 15 avril : 
  - Daniel Pommereulle, peintre, sculpteur, cinéaste et poète français († 30 décembre 2003).
  - Hussein Husseini, homme politique libanais († 11 janvier 2023).
- 16 avril : Dave Gambee, basketteur américain.
- 19 avril : Elinor Donahue, actrice américaine.
- 20 avril : George Takei, acteur, producteur et scénariste américain.
- 22 avril : Jack Nicholson, acteur américain.
- 24 avril : Joe Henderson, saxophoniste de jazz américain († 30 juin 2001).
- 26 avril : Jean-Pierre Beltoise, coureur automobile († 5 janvier 2015).
- 28 avril : Saddam Hussein, chef d'État de l’Irak de 1979 à 2003 († 30 décembre 2006).
- 29 avril : Lluis Martinez Sistach, cardinal espagnol, archevêque de Barcelone.

## Décès
- 29 avril : 
  - Wallace Hume Carothers, chimiste américain.
  - Sam Sandi, lutteur professionnel polonais, d'origine camerounaise (° 1885).